# 菅野峰明
菅野 峰明（かんの みねあき、1944年5月1日 - ）は、日本の地理学者。埼玉大学名誉教授。人文地理学、特に都市地理学やアメリカ地誌を専門とし、都市内部構造の日米比較や、アメリカ合衆国の地域性の研究に取り組む。

## 経歴
岩手県（後の陸前高田市）に生まれる。岩手県立一関第一高等学校卒業。
1967年東京教育大学理学部地学科地理学専攻卒業、渡米、ジョージア大学大学院で地理学を専攻し、1977年博士課程修了、Ph.D.を取得。
帰国後、1977年11月埼玉大学講師、1978年10月同大学教養学部助教授に就任。1986年8月に教授に昇任、2007年から2008年にかけて副学長を務めた。2010年に大学を退職した後。2011年から2015年にかけて（埼玉大学の構内にある）放送大学埼玉学習センター所長（放送大学特任教授）を務めた。
この間、研究においては、筑波大学系の研究者たちによるものを中心に、多くは共同研究プロジェクトに参加した。また、学界においては、地理空間学会会長、埼玉地理学会会長などを歴任。

## 主要業績

### 共編著
- （高橋伸夫、山下清海、山下脩二、手塚章との共編著）世界地図を読む - 図説世界地理、大明堂、1993年
- （高橋伸夫、村山祐司、伊藤悟との共編著）新しい都市地理学、東洋書林、1997年
- （矢ケ﨑典隆、斎藤功との共編著）アメリカ大平原 - 食糧基地の形成と持続性、古今書院、2003年
- （山本正三、谷内達、田林明、奥野隆史との共編著）日本の地誌2 - 日本総論2（人文・社会編）、朝倉書店、2006年
- （佐野充、谷内達との共編著）日本の地誌5 - 首都圏1、朝倉書店、2009年
- （久武哲也、正井泰夫との共編著）世界地名大事典7・8 北アメリカ1・2、朝倉書店、2013年

### 監訳
- ロジャー・ドイル編、アメリカ合衆国テーマ別地図、東洋書林、1995年

### 共訳
- （高橋伸夫、田林明との共訳）A・C・アンドリュース、J・W・フォンセカ編著、現代アメリカ社会地図、東洋書林 / 原書房、1997年
- （山本正三との共訳）フィル・ハバード（英語版）、ロブ・キチン（英語版）、ブレンダン・バートレイ、ダンカン・フラー共著、現代人文地理学の理論と実践、明石書店、2018年

## 栄典
- 2023年4月 - 瑞宝中綬章[6][7]